# En tierra extraña
En tierra extraña es un pasodoble compuesto en 1927 por el valenciano Manuel Penella para la cantante Concha Piquer.

## Descripción
La letra relata una celebración de Nochebuena de un grupo de ciudadanos españoles en la ciudad de Nueva York durante la vigencia de la denominada Ley Seca. Se describe cómo son capaces de burlar la prohibición mediante una receta que les permite adquirir vino español en una farmacia. Tras los brindis y la alegría propia del festejo, todos quedan escuchando un pasodoble español que les sume en la nostalgia de la patria lejana. El pasodoble, en cuestión, cuyos acordes se integran en este tema a modo de colofón es Suspiros de España, compuesto en 1903 por Antonio Álvarez Alonso.
Según algunas fuentes, el relato se basa en hechos reales acaecidos, entre otros, al autor y a la intérprete durante su estancia en la ciudad neoyorkina a mediados de la década de 1920, aunque lo que parece que consiguieron adquirir no fue sino zarzaparrilla, que les hizo ensoñar, sin embargo, con la degustación del mejor vino español.

## Versiones
El tema ha sido versionado, entre otros, por Manolo Escobar.

## Películas
• La Canción aparece en la película REC 2